# Papa Bento I
Bento I (em latim: Benedictus I); (Roma, 525 — Roma, 30 de julho de 579) foi o Papa da Igreja Católica de 2 de junho de 575 até 30 de julho de 579.
Foi eleito papa após quase um ano de vacância devido à ocupação de Roma pelos Lombardos. Bento I tentou restabelecer a ordem na Itália e na França, conturbadas pelas invasões bárbaras e ensanguentadas por discórdias internas.
Segundo o Liber Pontificalis: Em seu tempo a guerra trouxe a praga da fome: "houve tão grande miséria, que muitas fortalezas se renderam aos implacáveis bárbaros, só para haverem um pouco de alimento. Deus teve pena de tanta calamidade e o imperador Justino II fez mandar do Egito muitos navios carregados de trigo. Nessas aflições morreu o venerado pontífice, que foi sepultado na sacristia da Basílica de São Pedro". Sua fé superou os temores e foi um pilar de inspiração aos fiéis cristãos no meio de provações.